# مرسيدس مارتينيز
مرسيدس مارتينيز (بالإنجليزية: Mercedes Martinez)‏ هي مصارعة محترفة أمريكية، ولدت في 17 نوفمبر 1980 في الولايات المتحدة.

## وصلات خارجية
- مرسيدس مارتينيز على موقع دبليو دبليو إي (الإنجليزية)
- مرسيدس مارتينيز على موقع WrestlingData.com (الإنجليزية)
- مرسيدس مارتينيز على موقع CageMatch worker (الإنجليزية)
- مرسيدس مارتينيز على موقع قاعدة بيانات المصارعة على الإنترنت (الإنجليزية)
- مرسيدس مارتينيز على موقع عالم المصارعة على الإنترنت (الإنجليزية)
- مرسيدس مارتينيز على موقع عالم المصارعة على الإنترنت (الإنجليزية)
- مرسيدس مارتينيز على موقع IMDb (الإنجليزية)
- مرسيدس مارتينيز على موقع قاعدة بيانات الفيلم (الإنجليزية)